# زيتون جاوي
زيتون جاوي (الاسم العلمي:Olea javanica) هو نوع من النباتات يتبع جنس الزيتون من الفصيلة الزيتونية.